# 11792 Sidorovsky
11792 Sidorovsky è un asteroide della fascia principale. Scoperto nel 1978, presenta un'orbita caratterizzata da un semiasse maggiore pari a 2,6193455 UA e da un'eccentricità di 0,2905352, inclinata di 4,54557° rispetto all'eclittica.